# Call Me a Mack
"Call Me a Mack" là đĩa đơn đầu tiên được phát hành bởi nghệ sĩ R&B người Mỹ Usher, được trích từ album nhạc phim Poetic Justice. "Call Me a Mack" đã được phát hành năm 1993 dưới hãng Epic Records, do Tim Thomas và Teddy Bishop sản xuất. Ca khúc đã đạt được vị trí 56 trên bảng xếp hạng Billboard Hot R&B/Hip-Hop Songs.

## Danh sách bài hát
Mặt A
1. "Call Me a Mack"

Mặt B
1. "Call Me a Mack" (Extramental)

US Vinyl, 12"
1. "Call Me a Mack" [Vincent's 48Hr Mix] - 6:20
2. "Call Me a Mack" [Xtra Bit] - 4:03
3. "Call Me a Mack" [Album Version] - 4:03
4. "Call Me a Mack" [Crazycool Mix] - 5:32
5. "Call Me a Mack" [Percussamental] - 4:39

## Xếp hạng
| Bảng xếp hạng (1993)               | Vị trí cao nhất |
| ---------------------------------- | --------------- |
| US Billboard Hot R&B/Hip-Hop Songs | 56              |